# 29Б6 «Контейнер»
29Б6 «Контейнер» — російська загоризонтна радіолокаційна станція (РЛС), що забезпечує моніторинг повітряного простору на великій відстані та виявлення балістичних ракет. Перший радар поблизу міста Ковилкіно, Мордовія, РФ запрацював у грудні 2013 року та заступив на бойове чергування 1 грудня 2019 року. Ще один радар такого типу планується розгорнути в Калінінграді.

## Опис
Радар може контролювати повітряний простір до 10 км у висоту. Мінімальна та максимальна дальність виявлення цілей складають 900 і 3000 кілометрів відповідно. Розроблений Науково-дослідним інститутом дальнього радіозв'язку, який також є розробником РЛС «Воронеж-ДМ». Головний конструктор — Валентин Стрєлкін, ціна системи — 10 мільярдів рублів.
Система складається з двох окремих антенних решіток: одна для передавача і одна для приймача. Антенна решітка приймача має 144 антенних щогли по 34 метри заввишки. Решітка має три секції: внутрішня секція 900 метрів завширшки з 7-метровими проміжками між щоглами і дві зовнішні секції 200 метрів шириною кожна з 14-метровим проміжком. Загальна ширина решітки становить 1300 метрів. Приймач складається з трьох решіток, розташованих рівностороннім трикутником. Антенна решітка передавача має 36 щогл, її довжина складає 440 метрів.
Радіолокаційні сигнали були виявлені деякими радіоаматорами в діапазоні частот 9,2–19,745 МГц. Частота імпульсів — 50 імпульсів за секунду, пропускна здатність близько 14 кГц, використовується частотно-імпульсна модуляція. Сигнал має звук, подібний до радянської загоризонтної радіолокаційної станції «Дуга», яка працювала у 1976—1989 роках і отримала прізвисько «російський дятел».

## Місце розташування
Приймальні антени розташовані за 8 км на південний захід від Ковилкіно, Мордовія, РФ (53°59′03″ пн. ш. 43°50′34″ сх. д. / 53.9841° пн. ш. 43.8427° сх. д.). Антени передавачів спочатку знаходились за 300 км від приймача, за 5 км на північ від міста Городець, Нижньогородська область, РФ (56°41′36″ пн. ш. 43°29′10″ сх. д. / 56.69328° пн. ш. 43.48625° сх. д.). Їх було демонтовано щонайменше з лютого 2018 року, нові приймачі зараз розташовані за 15 км на південний схід (53°53′00″ пн. ш. 43°59′34″ сх. д. / 53.8832° пн. ш. 43.9928° сх. д.). Система вирівняна на 095 і 275 градусів для моніторингу повітряного простору на захід від Росії, Середземного та Чорного морів.
Комплекс розташований приблизно за 680 кілометрів від кордону України. Комплекс, імовірно, може виявляти повітряні цілі на всій території України, крім східних регіонів, які потрапляють у 900-кілометрову «сліпу зону».

## Бойове застосування
У ході російського вторгнення в Україну (з 2022) радіолокаційну станцію кілька разів атакували українські дрони-камікадзе. Перша атака відбулась 11 квітня 2024 року: російська влада заявила про збиття двох БпЛА, однак за інформацією в медіа було ушкоджено будівлю командного пункту. 17 квітня дрони знову атакували станцію, на її території було видно стовп диму, однак масштаб ушкоджень невідомий.